# Österreichische Judo-Staatsliga B 1974
Die Staatsliga B 1974 ermittelte zum 1. Mal den Österreichischen Mannschaftsmeisters im Judo. Sie wurde vom Österreichischen Judoverband ausgetragen. Sieger war zum 1. Mal der Vereinsgeschichte der ASKÖ Graz.

## Tabelle
| Position | Mannschaft            | Ort            | Bundesland       | Quelle |
| -------- | --------------------- | -------------- | ---------------- | ------ |
| 1        | ASKÖ Graz             | Graz           | Steiermark       | [ 3 ]  |
| 2/3      | ZW Braunau            | Braunau am Inn | Oberösterreich   | [ 3 ]  |
| 2/3      | SV Straßwalchen       | Straßwalchen   | Salzburg         | [ 3 ]  |
|          | ASKÖ Judo Reichraming | Reichraming    | Oberösterreich   | [ 4 ]  |
|          | JC Kufstein           | Kufstein       | Tirol            | [ 5 ]  |
|          | SV Ulmerfeld          | Ulmerfeld      | Niederösterreich | [ 6 ]  |
|          | Union Graz            | Graz           | Steiermark       | [ 7 ]  |
|          | WAT Wien              | Wien           | Wien             | [ 5 ]  |

Stand: 2025-03-17

## Begegnungen
| Datum              | Ort                      | Mannschaft 1     | Mannschaft 2    | Siege 1 | Siege 2 | Quelle        |
| ------------------ | ------------------------ | ---------------- | --------------- | ------- | ------- | ------------- |
| Jänner 1974        |                          | SV Straßwalchen  | JC Kufstein     | 13      | 7       | [ 5 ]         |
| Jänner 1974        |                          | WAT Wien         | ASKÖ Graz       | 6       | 14      | [ 5 ]         |
| Jänner 1974        |                          | Ulmerfeld        | Reichraming     | 12      | 8       | [ 5 ]         |
| 9. Februar 1974    |                          | Braunau          | Union Graz      |         |         | [ 8 ]         |
| Februar 1974       |                          | ASKÖ Graz        | SV Straßwalchen | 8       | 12      | [ 9 ]         |
| 23. März 1974      | Hauptschule Straßwalchen | SV Straßwalchen  | Union Graz      | 11      | 9       | [ 10 ] [ 11 ] |
| September 1974     |                          | ASKÖ Graz        | Kufstein        |         | 0       | [ 7 ]         |
| September 1974     |                          | JC Ulmerfeld     | Braunau         | 6       | 14      | [ 3 ]         |
| September 1974     |                          | ASKÖ Reichraming | Union Graz      | 9       | 11      | [ 3 ]         |
| 28. September 1974 | Wiener Stadthalle        | WAT Wien         | SV Straßwalchen | 10      | 10      | [ 3 ] [ 12 ]  |
| November 1974      | Straßwalchen             | SV Straßwalchen  | Braunau         | 8       | 12      | [ 13 ]        |
| Dezember 1974      | Straßwalchen             | SV Straßwalchen  | JC Ulmerfeld    |         | 0       | [ 6 ]         |